# Cochemiea capensis
Cochemiea capensises una especie de planta suculenta perteneciente al género Cochemiea, dentro de la familia Cactaceae. Es endémica del noroeste de México (Baja California Sur y Sonora) y anteriormente se le conocía como Mammillaria capensis.

## Descripción

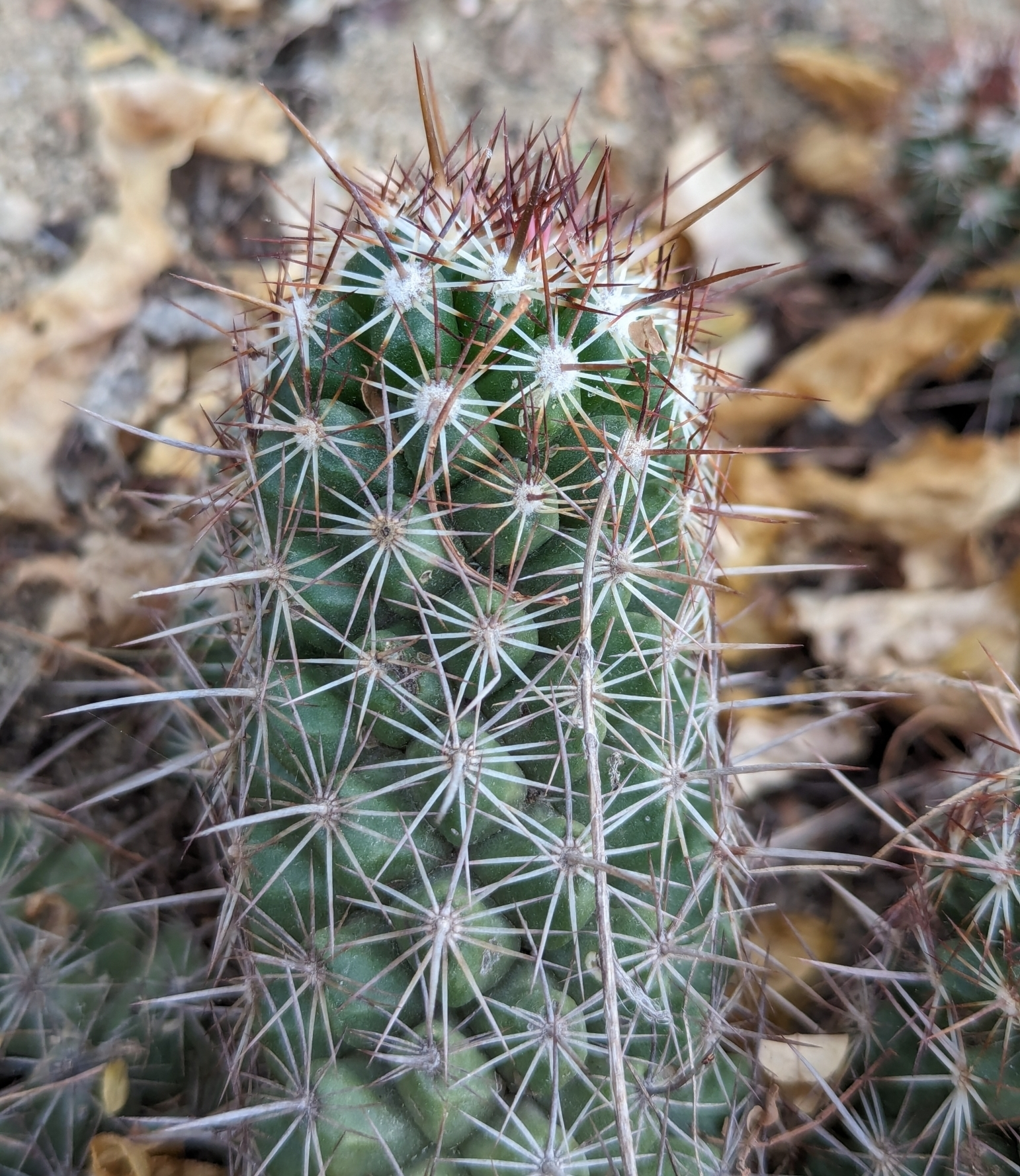
Tallo de la planta

Cochemiea capensis es una especie de cactus que crece formando pequeños grupos. Los tallos son cilíndricos, de color verde oliva y crecen hasta 25 cm de alto y de 3 a 5 cm de diámetro. 
Los tallos están cubiertos de tubérculos cilíndricos dispuestos en espiral, no producen savia lechosa (látex) y sus axilas (espacio que hay entre los tubérculos) poseen de 1 a 3 cerdas cortas. Sobre ellos se asientan areolas en las que encontramos espinas en forma de aguja y de color marrón rojizo a negro con la base blanquecina. Además se distingue una espina central rígida, generalmente en forma de gancho, que mide entre 1,5 y 2 cm de largo. También hay unas 13 espinas radiales de entre 0,8 y 1,5 cm de largo.
Las flores tienen forma de embudo y son de color rosa a blanco. Crecen hasta 2 cm de largo, igual que el diámetro. Los frutos son rojos y en forma de maza. Contienen en su interior semillas negras.

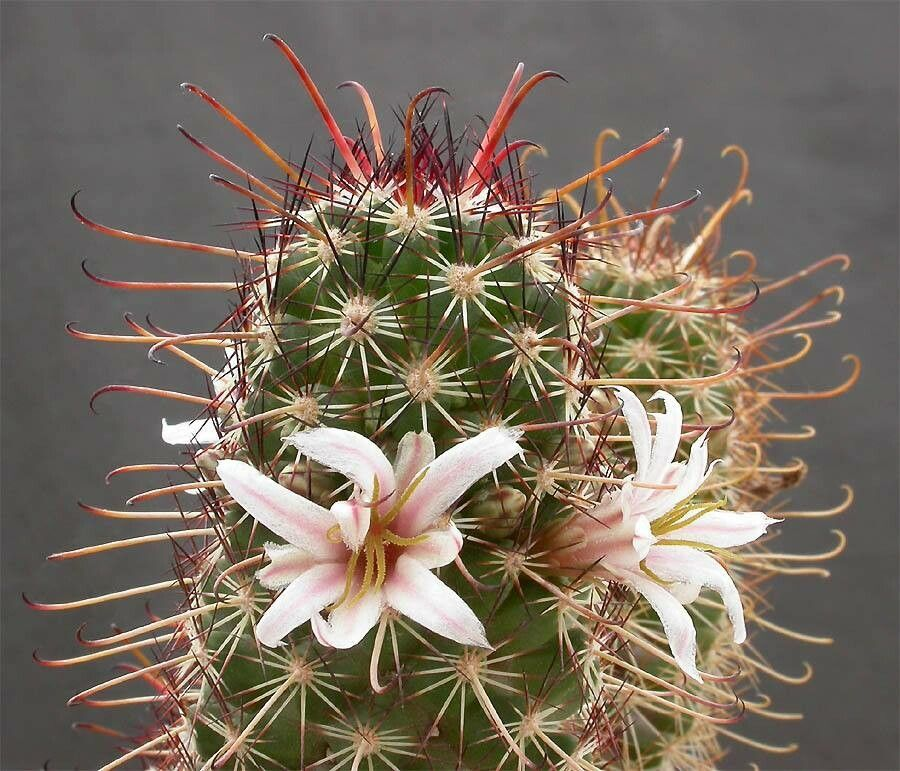
Planta en flor

## Distribución y hábitat

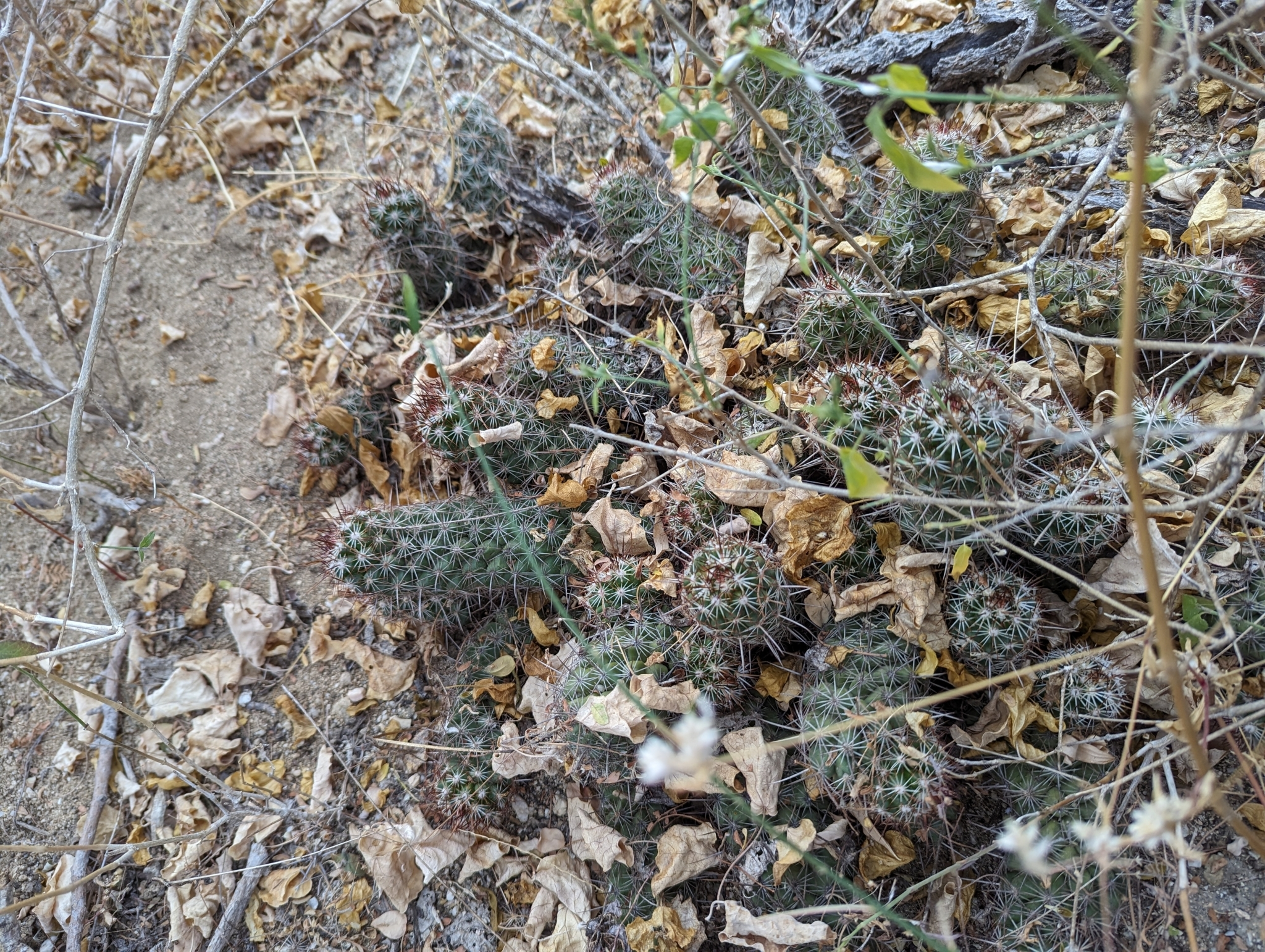
En su hábitat

El área de distribución nativa de esta especie es el noroeste de México (concretamente los estados de Baja California Sur y Sonora) y crece principalmente en biomas desérticos o de matorrales secos.

## Taxonomía
La primera descripción de esta especie fue como Neomammillaria capensis, publicada en 1933 por el botánico estadounidense Howard Elliott Gates en la revista científica Cactus and Succulent Journal 46: 372.
Posteriormente, el botánico ruso Alexander Borissovitch Doweld colocó la especie en el género Cochemiea, pasando a llamarse Cochemiea capensis y anotando estos cambios en la revista científica Tsukkulenty 3: 39 en el año 2000.
Etimología
- Cochemiea: nombre genérico que hace referencia a la tribu indígena Cochimí, que en el pasado ocupó un gran territorio de Baja California y cuya área es parte del área de distribución natural de este género.
- capensis: epíteto específico que hace referencia a la presencia de la especie cerca de Cabo San Lucas (México).[4]

Sinonimia
- Chilita capensis (H.E.Gates) Buxb. (1954)
- Ebnerella capensis (H.E.Gates) Buxb. (1951)
- Mammillaria capensis (H.E.Gates) R.T.Craig (1945)
- Mammillaria dioica var. capensis (H.E.Gates) Neutel. (1986)
- Neomammillaria capensis H.E.Gates (1933)

## Estado de conservación
En la Lista Roja de Especies Amenazadas de la UICN, la especie está clasificada como “En peligro (EN)".

## Usos
Se cultiva principalmente como planta ornamental y su propagación se realiza a través de esquejes o semillas.